# Église Notre-Dame de Melsele
Pour les articles homonymes, voir Église Notre-Dame.
L'église Notre-Dame de Melsele (en néerlandais : Onze-Lieve-Vrouwekerk van Melsele) est une église catholique située dans le village de Melsele et la commune de Beveren, dans la province de Flandre-Orientale en Belgique. Il s'agit d'un monument classé,.

## Historique
L'église est mentionnée pour la première fois dans un document écrit en 1055. L'édifice actuel, essentiellement gothique, est construit du XIIIe au XVIIe siècle. En 1936, les trois chœurs sont déjà protégés comme monuments, tandis que l'intégralité de l'édifice est protégée en 1982. En 1995, des peintures originales de la voûte du XVe siècle sont découvertes dans le haut chœur. En 2001, la restauration de l'église Notre-Dame est nommée au prix du Monument flamand (nl),.

## Orgue
L'orgue de l'église date du XVIIIe siècle. Il est restauré pour la dernière fois en 1989. Il est géré par le Comité d'orgue de Melsele, une association à but non lucratif.
Chaque année, un concert d'orgue a lieu en l'église Notre-Dame.